# Корытков, Николай Гаврилович

Мемориальная доска Н. Г. Корыткову на здании гимназии в Устюжне, в которой он учился в 1919-1928 гг.

Никола́й Гаври́лович Корытко́в (17 декабря 1910, д. Шустово, Новгородская губерния, Российская империя — 4 сентября 2000, Санкт-Петербург, Российская Федерация) — советский партийный и государственный деятель, первый секретарь Калининского обкома КПСС (1960—1978).

## Биография
В 1931 г. окончил Ленинградский сельскохозяйственный институт.
В 1931—1941 гг. — агроном, экономист сельхозтреста Ленинградского Союза потребительских обществ, директор Бадаевского овощемолочного совхоза Лесное (Ленинградская область).
В 1941—1945 гг. — в РККА.
В 1945—1950 гг. — директор Ленинградского треста молочных совхозов.
В 1950 г. — заместитель заведующего Сельскохозяйственным отделом Ленинградского областного комитета ВКП(б).
В 1950—1956 гг. — начальник Ленинградского областного управления сельского хозяйства.
В 1956—1960 гг. — секретарь Ленинградского областного комитета КПСС.
В 1960 году — второй секретарь Ленинградского областного комитета КПСС.
В 1960—1978 гг. — первый секретарь Калининского обкома КПСС.
Член ВКП(б) с 1939 г. Член ЦК КПСС в 1961—1981 гг. Избирался депутатом Совета Союза Верховного Совета СССР 6, 7, 8, 9 созывов.
С 1978 года на пенсии. 4 декабря 2000 года скончался в 89-летнем возрасте.

## Награды и звания
Награждён тремя орденами Ленина, орденами Трудового Красного Знамени, Красной Звезды и многими медалями.